# Goodyear Tire and Rubber Company
Goodyear (fulde navn: The Goodyear Tire & Rubber Company) er en amerikansk virksomhed med hovedsæde i Akron, Ohio. I dag er firmaet verdens tredjestørste dæk-producent efter Bridgestone og Michelin. Goodyear fremstiller dæk til biler, lastbiler, SUV'er, racerbiler, fly og store transportmaskiner til flytning af store mængder jord, grus mv.
Firmaet blev grundlagt i 1898 af Frank Seiberling. Firmaet har ingen forbindelse til Charles Goodyear som opfandt vulkaniseringen af gummi, men man valgte at tage hans navn for at hædre ham.